# Champagnac-de-Belair
Champagnac-de-Belair (okcitansko Champanhac) je naselje in občina v francoskem departmaju Dordogne regije Akvitanije. Leta 2010 je naselje imelo 696 prebivalcev.

## Geografija
Kraj leži v pokrajini Périgord ob reki Dronne, 30 km severno od Périgueuxa.

## Uprava
Champagnac-de-Belair je sedež istoimenskega kantona, v katerega so poleg njegove, vključene še občine Cantillac, La Chapelle-Faucher, La Chapelle-Montmoreau, Condat-sur-Trincou, La Gonterie-Boulouneix, Quinsac, Saint-Pancrace in Villars s 3.086 prebivalci.
Kanton Champagnac-de-Belair je sestavni del okrožja Nontron.

## Zanimivosti
- romanska cerkev sv. Krištofa iz 14. in 15. stoletja,
- dvorec Château de la Borie Saulnier iz 16. in 17. stoletja,
- kapela Marije Pomagaj iz 18. stoletja.